# Abrostola oculea
Abrostola oculea är en fjärilsart som beskrevs av Claude Dufay 1958. Abrostola oculea ingår i släktet Abrostola och familjen nattflyn. Inga underarter finns listade i Catalogue of Life.